# Yverdon Sport FC

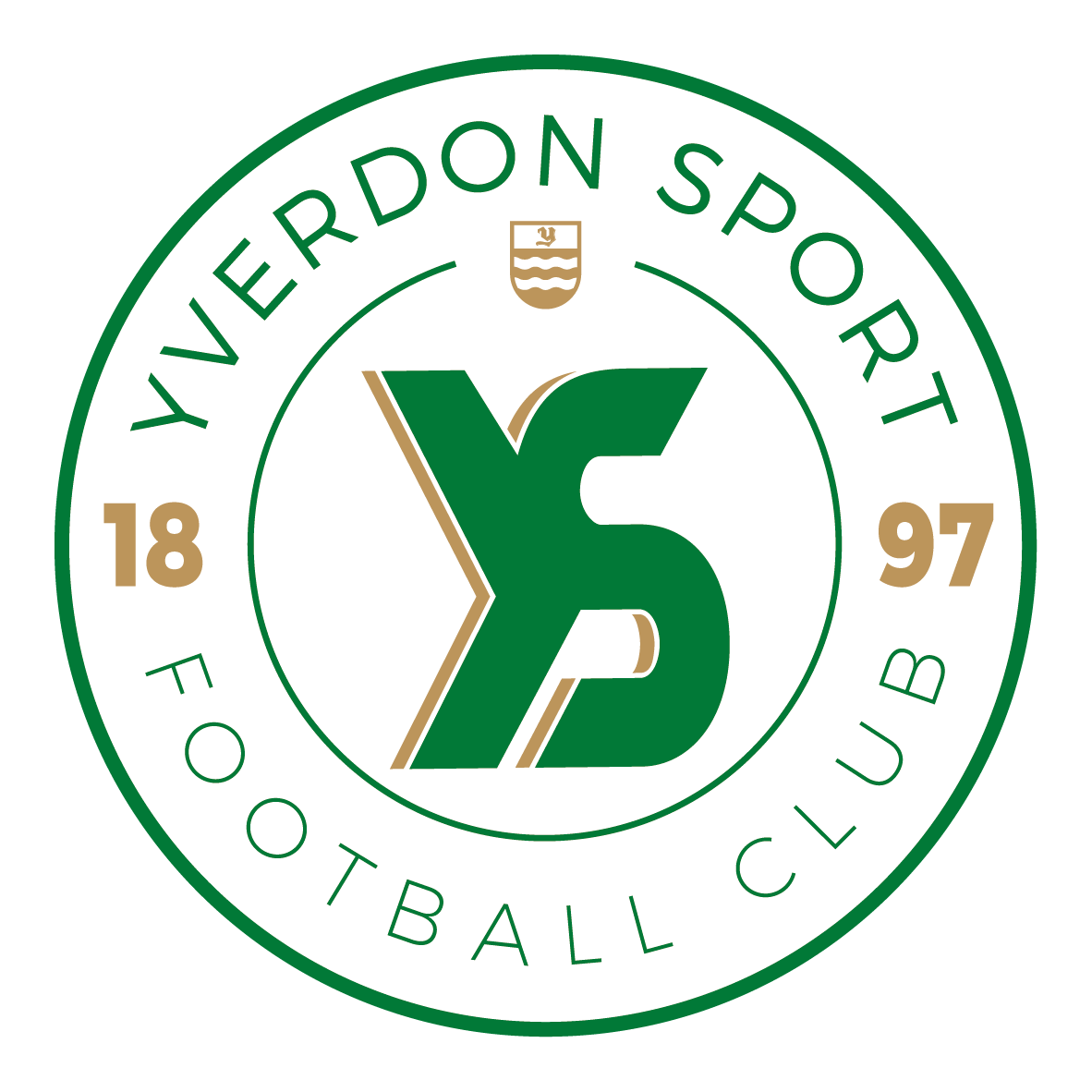
Yverdon Sport FC:s klubbmärke.

Yverdon Sport FC är en fotbollsklubb från Yverdon-les-Bains i Schweiz. Klubben spelar i Challenge League, den näst högsta divisionen i schweizisk fotboll.
Yverdon-Sport FC grundades 1 juli 1948 genom en sammanslagning av de tre klubbarna FC Yverdon (grundad 1897), FC Concordia och White Star.